# Giungla d'asfalto
Giungla d'asfalto (The Asphalt Jungle) è un film del 1950 diretto da John Huston e interpretato da Sterling Hayden, Louis Calhern e Sam Jaffe, primo dei quattro adattamenti dell'omonimo romanzo scritto da W. R. Burnett nel 1949. È ricordato anche per essere stato il film che ha lanciato la carriera di Marilyn Monroe, presente in un piccolo ruolo attraverso il quale riuscì a catturare l'attenzione della stampa e del pubblico.
Oltre ad essere considerato uno dei film migliori di Huston, è riconosciuto come un film fondamentale nel genere noir e uno dei thriller più influenti dal punto di vista delle convenzioni narrative e della caratterizzazione dei personaggi, che avrebbero tracciato la strada per caper movie successivi come Rififi di Jules Dassin (1955), Rapina a mano armata di Stanley Kubrick (1956) e Strategia di una rapina di Robert Wise (1959).
Nel 2001 è stato uno dei 400 titoli selezionati dall'American Film Institute per essere inclusi tra i cento film più coinvolgenti e avvincenti del cinema statunitense, non riuscendo però a entrare nella classifica finale. Nel 2008 è stato scelto per la conservazione nel National Film Registry della Biblioteca del Congresso degli Stati Uniti, in quanto giudicato "di rilevante significato estetico, culturale e storico".

## Trama
Il film si svolge in una città del Midwest dove abbondano bische clandestine, colpi malavitosi e giro d'affari poco onesti con una polizia spesso accondiscendente e in parte anche collusa.
In questa città, appena rilasciato dal carcere, il ladro professionista Erwin Riedenschneider (detto il "dottore") entra in contatto prima dal biscazziere Cobby e poi con Hugo Emmerich, un avvocato corrotto con numerosi legami nell'ambiente criminale. Riedenschneider ha studiato un piano per rubare una grossa partita di gioielli e propone il colpo a Emmerich, che accetta e gli procura i soldi necessari prendendoli da Cobby. Il "dottore" mette quindi insieme una banda composta da uno scassinatore (Luigi), un autista (Giulio) e un buon tiratore (Dick), mentre Cobby si unisce al gruppo in qualità di cassiere. Il piano è quello di rivendere la refurtiva a un ricettatore ma in realtà Emmerich ha altre intenzioni: rimasto quasi al verde a causa del suo stile di vita, l'avvocato ha infatti intenzione di tenere i gioielli per sé e fuggire in un altro Paese.
La rapina viene condotta secondo un piano molto dettagliato, ma proprio quando sembra andata a buon fine, un allarme scatta, forse a causa dello scoppio per forzare la cassaforte, ma il gruppo decide di portare a conclusione il colpo perdendo molto tempo. Ne nasce una colluttazione con un guardiano notturno per cui Luigi rimane gravemente ferito. Dick e Riedenschneider si recano con i gioielli dall'avvocato cercando di fare in fretta in quanto la polizia è ormai allarmata. L'avvocato, che nel frattempo ha cercato invano di raccogliere un po' di soldi mandando il detective Brannom da alcuni suoi debitori, cerca di prendere tempo come nei suoi piani e di farsi lasciare la refurtiva. I due sospettano già da tempo delle sue reali intenzioni e cercano di metterlo alle strette, ma Brannom estrae la pistola per chiudere la faccenda e viene ucciso da Dick, che rimane ferito nella sparatoria. Emmerich si sbarazza del cadavere del detective e nel frattempo la polizia inizia una caccia all'uomo che porta all'arresto di Cobby e Giulio, mentre Luigi non sopravvive alla ferita riportata durante la rapina.
Il ritrovamento di Brannom e i suoi legami con Emmerich portano il commissario Hardy a sospettare dell'avvocato, che cerca di scagionarsi affermando di aver passato la notte del colpo con la sua amante, la giovane e affascinante Angela. Nonostante fosse stata istruita su cosa dire alla polizia, la ragazza non regge al peso dell'interrogatorio e nega l'alibi di Emmerich, che si uccide con un colpo di pistola prima di essere arrestato. Dick e Riedenschneider, gli ultimi ancora liberi, si separano dopo essersi spartiti la refurtiva ma non trovano una sorte migliore dei loro complici. Il "dottore" tenta la fuga in taxi ma commette l'errore di fermarsi per una sosta in un locale, dove viene arrestato mentre ammira una giovane ragazza che balla alla musica di un jukebox. Dick, sempre più debole per la ferita, cerca di raggiungere la fattoria una volta appartenuta alla sua famiglia nel Kentucky, morendo una volta arrivato senza poter realizzare il suo sogno di riacquistarla.

## Analisi
Giungla d'asfalto fu un film piuttosto insolito per la Metro-Goldwyn-Mayer, all'epoca associata alle grandi produzioni in Technicolor più che a pellicole incentrate sulla tentazione, il fallimento e le vite emarginate. Nel suo saggio del 1985 Red Hollywood il regista e critico cinematografico Thom Andersen lo ha definito un tipico esempio di film gris, termine coniato per identificare un ciclo di noir realizzati tra il 1947 e il 1951 da registi di sinistra come John Huston, Jules Dassin, Joseph Losey e Nicholas Ray, caratterizzati da una fotografia più naturale rispetto al marcato chiaroscuro della maggior parte dei noir, un'enfasi sulle disuguaglianze sociali create dal capitalismo e un confine più sfocato tra legge e criminalità. Il film cambiò la formula fino ad allora utilizzata in heist movie come I gangsters (1946) e Doppio gioco (1949) di Robert Siodmak o La sanguinaria di Joseph H. Lewis (1950), introducendo innanzitutto una struttura narrativa in tre parti: l'assemblaggio della squadra, l'esecuzione dettagliata della rapina e le sanguinose conseguenze causate dalla combinazione del destino e della debolezza umana.

### Giungla d'asfaltoe il maccartismo
Parte dell'aura minacciosa che caratterizza le immagini sullo schermo, con la corruzione rappresentata in ogni livello della vita americana, fu dovuta anche al fatto che sulla lavorazione di Giungla d'asfalto incombeva l'ombra della lista nera di Hollywood e il sospetto che molti artisti appartenessero o simpatizzassero per il Partito Comunista degli Stati Uniti. Come sostiene James Naremore, autore di More Than Night: Film Noir in Its Contexts, «dopo il 1947 molti cineasti di sinistra furono trattati come fuorilegge e non sorprende che abbiano realizzato alcuni dei loro migliori film usando il punto di vista dei criminali». La "caccia alle streghe" scatenata dal senatore Joseph McCarthy avrebbe coinvolto Sam Jaffe, Dorothy Tree, Sterling Hayden e Marc Lawrence. Anche Ben Maddow avrebbe lavorato per alcuni anni senza credito su un gran numero di sceneggiature, tra cui quelle di Johnny Guitar (1954) e Uomini in guerra (1957), mentre John Huston, che era stato uno dei fondatori del Comitato per il Primo Emendamento, preferì trasferirsi in Irlanda dove nel 1952 stabilì la sua cittadinanza.
Pur essendo stato girato quasi interamente in studio, Giungla d'asfalto mostrò come il realismo della strada poteva creare una narrazione noir con un pervasivo senso di minaccia e ispirò altri cineasti ad ambientare le loro storie fuori dallo spazio controllato del set. I creatori di film come Il bacio dell'assassino (Stanley Kubrick, 1955) e La città del vizio (Phil Karlson, 1955) optarono per le riprese sul posto, anche perché più economiche di quelle in studio, e la realtà del luogo conferì un'immediatezza alla storia raccontata.
Il regista francese Jean-Pierre Melville dichiarò che, secondo i suoi calcoli, c'erano esattamente diciannove possibili varianti drammatiche dei rapporti tra poliziotti e criminali e che tutte e diciannove erano presenti in quello che definì "il capolavoro di John Huston". A partire da Bob il giocatore (1956), il lavoro di Melville rese spesso omaggio a Giungla d'asfalto e la scena della rapina di undici minuti creò un modello seguito in modo sempre più elaborato da film come Colpo grosso di Lewis Milestone (1960), I sette ladri di Henry Hathaway (1960) e molti altri.
Huston creò una figura di gangster diversa dal Tom Powers di Nemico pubblico (1931) o il Tony Camonte di Scarface - Lo sfregiato (1932) e anche dagli spietati assassini di L'isola di corallo che lui stesso aveva diretto due anni prima, conferendo all'elemento criminale dimensioni umane. Qui i componenti della banda hanno una storia personale e il sogno di una vita lontana dal crimine e finiscono per essere traditi da un avvocato disonesto e catturati da una polizia corrotta. Il regista non solo cercò di suscitare simpatia per la banda ma mostrò rispetto per il modo in cui svolgeva il suo lavoro e infuse di debolezze e fragilità i suoi membri, padri di famiglia, orgogliosi professionisti, essenzialmente uomini buoni a cui capitava di rubare.
Nel romanzo il capo della polizia è una figura centrale ma nel film il personaggio interpretato da John McIntire sembra quasi trascurato. L'intero apparato della legge diventa qualcosa di simile a un vincolo esterno che i fuorilegge devono aggirare per svolgere i propri affari. Il modo in cui viene stabilito questo universo parallelo, l'assenza di toni melodrammatici e di spiegazione sociologica distinse il film dalla maggior parte dei suoi predecessori. Solo alla fine, quasi a bilanciare il tono generale di immoralità, il film si sofferma sulle dichiarazioni moralizzanti del commissario Hardy, che si rivolge alla stampa parlando della "giungla" della vita cittadina e della necessità delle forze dell'ordine.

## Produzione
Nel 1949 John Huston aveva da poco lasciato la Warner Bros. ed era reduce dal fallimento commerciale di Stanotte sorgerà il sole. Grazie al suo agente Paul Kohner ottenne un contratto con la Metro-Goldwyn-Mayer per due film, il primo dei quali era una nuova versione di Quo vadis? con Elizabeth Taylor e Gregory Peck previsti come interpreti principali. Huston intendeva catturare "la malvagità di Nerone" piuttosto che concentrarsi sull'aspetto religioso della storia mentre Louis B. Mayer pensava ad un film alla Cecil B. DeMille, qualcosa in linea col glamour a cui lo studio era abituato. L'inizio delle riprese era previsto a Roma nel luglio del 1949, ma quando Gregory Peck sviluppò un'infezione agli occhi e il film fu rinviato, il regista abbandonò il progetto insieme al produttore Arthur Hornblow Jr. Quo vadis venne diretto da Mervyn LeRoy mentre Huston fu destinato all'"unità B" per girare Giungla d'asfalto, romanzo di W. R. Burnett di cui il responsabile della produzione Dore Schary aveva acquistato i diritti.

### Sceneggiatura

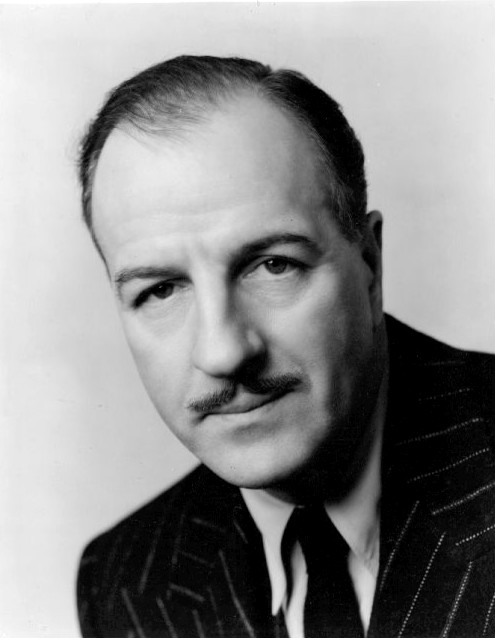
Louis Calhern nel ruolo di Hugo Emmerich

John Huston sviluppò la sceneggiatura con Ben Maddow, fino ad allora autore soprattutto di documentari e con il quale dieci anni dopo avrebbe scritto un episodio della serie tv ispirata al romanzo. «Maddow prendeva una scena e io un'altra», ha poi ricordato il regista, «scrivevamo contemporaneamente e poi leggevamo le scene a vicenda e ne discutevamo». Se entrambi fossero stati soddisfatti le scene sarebbero rimaste, in caso contrario le avrebbero scambiate e riscritte. Huston si consultò spesso anche con Burnett, del quale aveva già adattato Una pallottola per Roy nel 1941, cercando di seguire fedelmente il romanzo ma spostando l'attenzione da un commissario di polizia determinato a sradicare la corruzione in una città del Midwest ai criminali e il loro ambiente, quello che nella tagline venne definito "la città sotto la città" e che divenne il vero protagonista del film.
La sceneggiatura finale suscitò alcune critiche da parte della Production Code Administration, in particolare riguardo alla gestione del suicidio di Emmerich. Ciò che per la PCA rendeva inaccettabile la scena, nella quale il personaggio interpretato da Louis Calhern si uccideva con un colpo di pistola dopo aver scritto una lettera alla moglie, era il fatto che il suo gesto fosse apparentemente lucido. Su richiesta del responsabile dell'amministrazione Joseph Breen, la sequenza venne perciò modificata in modo che Emmerich apparisse tormentato dalla sua decisione e strappasse il biglietto prima di terminarlo ed uccidersi. La PCA fece alla produzione anche altre richieste:
- chiarire che Dick e la sua donna, con la quale condivide una stanza, non dormono nello stesso letto;[17]
- far apparire Riedenschneider come «un personaggio pietoso che cerca di riconquistare la sua giovinezza, non come un libertino»;[17]
- eliminare qualsiasi "rappresentazione" della relazione tra Emmerich e Angela, richiesta alla quale Huston rispose enfatizzando la sensualità di Marilyn Monroe e i suoi riferimenti all'avvocato come "zio Lon" ("zio Hugo" nella versione uscita in Italia).[18]

### Cast

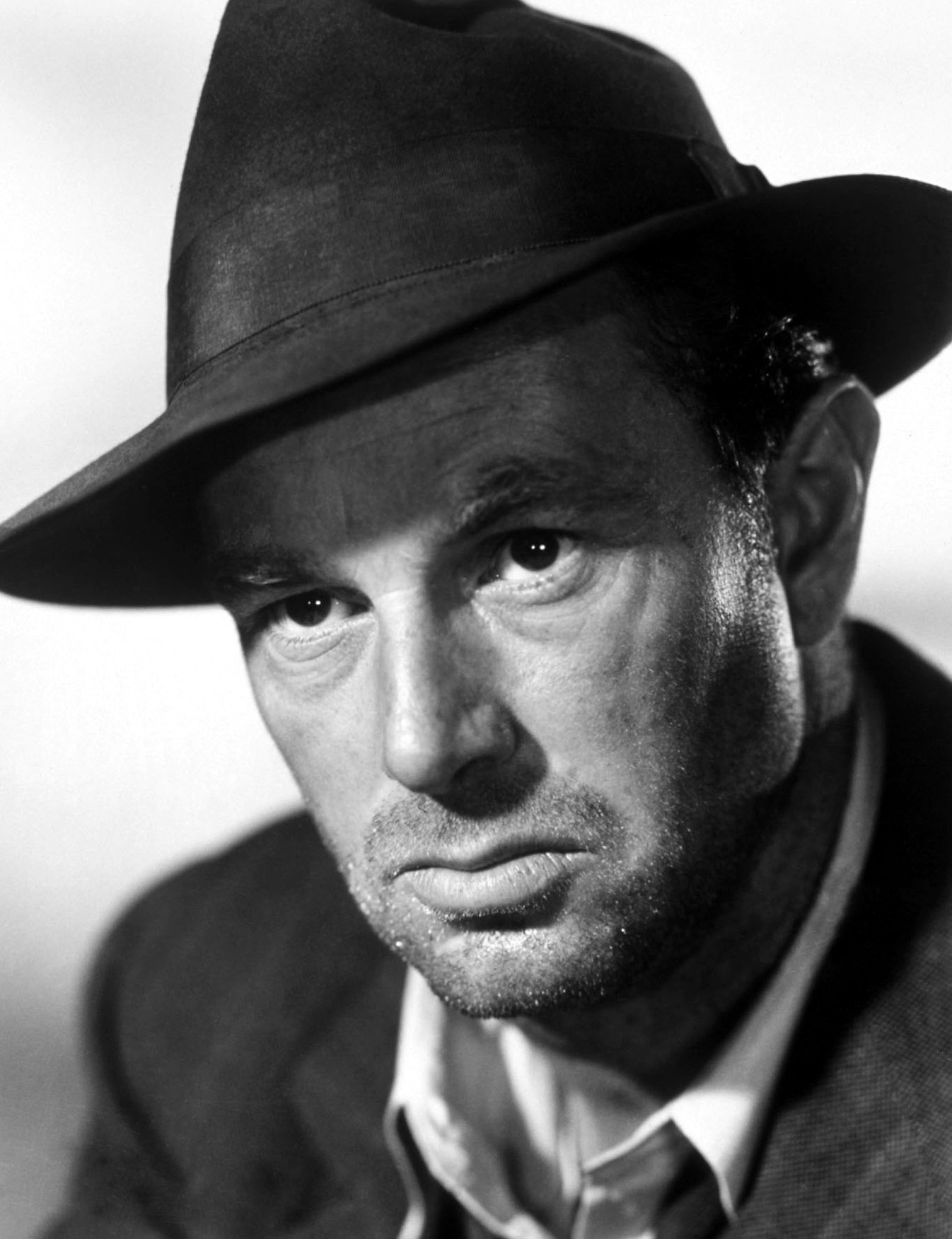
Sterling Hayden nel ruolo di Dick Handley

Terminata la sceneggiatura, Huston iniziò ad occuparsi del casting con l'intenzione di coinvolgere volti mai visti prima e il primo ad essere assunto fu Marc Lawrence per la parte di Cobby. «All'epoca Marc era probabilmente il "volto criminale" più famoso del cinema», ha dichiarato in seguito l'assistente di produzione Albert Band, ciò nonostante il regista perseverò nella sua intenzione e per i ruoli di Riedenschneider e Emmerich propose lo scrittore e pittore Ludwig Bemelmans e lo sceneggiatore Tom Reed. Band descrisse il loro provino come «la peggior schifezza che avessi mai visto in vita mia. Bemelmans tremava per quanto era nervoso, fu un vero disastro».
Nel frattempo Arthur Hornblow fece dei provini con dei veri attori, dai quali emersero Sam Jaffe per il ruolo di Riedenschneider, Louis Calhern (Emmerich), James Whitmore (Giulio) e Jean Hagen (Olga). In un'intervista con lo scrittore Patrick McGilligan, Ben Maddow ha affermato che rimase colpito dal cast, in particolare dai diversi attori newyorchesi che crearono tra loro una "rivalità amichevole" che innalzò il livello delle performance. Secondo lo sceneggiatore gran parte del potere di Giungla d'asfalto fu dovuto al fatto che «erano attori di New York che si conoscevano tutti, cercavano di superarsi a vicenda ed erano stimolanti l'un l'altro".
Per il ruolo di Dix il regista puntò da subito su Sterling Hayden, che aveva conosciuto a Washington durante una manifestazione di protesta contro l'indagine della Commissione per le attività antiamericane sui "sovversivi" nell'industria cinematografica. Quando i due si incontrarono per discutere del progetto, Huston gli disse: «Ti ammiro da molto tempo. Non sanno cosa farsene di un ragazzo come te in questo settore. Forse cambieremo tutto questo». A proposito delle sue possibilità per il ruolo di Dix, Hayden ha riportato nella sua autobiografia il tono del regista: «Sterling, io voglio che tu faccia questa parte, lo studio non lo vuole, vogliono una star di prim'ordine... Fortunatamente non sono loro a fare questo film, sono io. Ora lascia che ti parli di Dix Handley... Dix sei tu, sono io e ogni altro uomo che non riesce ad adattarsi». Nonostante l'obiezione di Dore Schary e le voci riguardanti problemi psichiatrici e di alcolismo, Hayden ottenne il suo primo ruolo importante.
Oltre all'attore Jack Warden, alla sua prima apparizione sullo schermo in un piccolo ruolo, nel film sono presenti non accreditati i caratteristi James Seay (il tenente Janocek, doppiato da Alberto Sordi), Don Haggerty (il detective Andrews, doppiato da Renato Turi) e due futuri volti televisivi come Gene Evans (uno dei poliziotti che si presenta nell'appartamento di Luigi) e Strother Martin (William Doldy, uno degli uomini nel confronto all'americana all'inizio del film). La ragazza del jukebox è interpretata da Helene Stanley, anch'essa non accreditata, nota per essere stata il riferimento live action per Cenerentola e altri personaggi femminili dei classici Disney.

#### Il casting di Marilyn Monroe

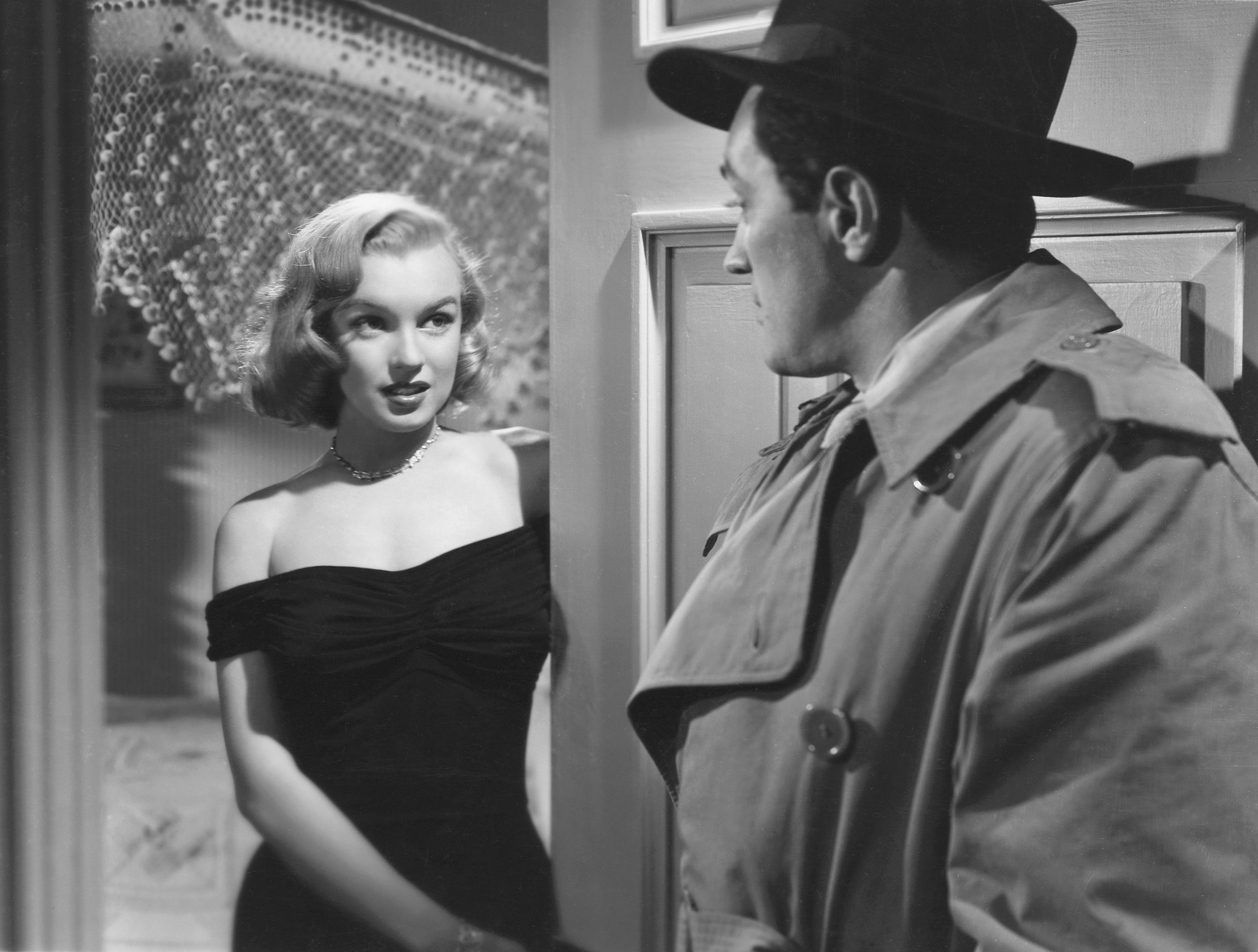
Marilyn Monroe (qui con l'attore Don Haggerty) è Angela Phinlay, uno dei suoi primi ruoli accreditati.

Marilyn Monroe si presentò al Thalberg Building per l'audizione grazie al suo agente Johnny Hyde, fortemente intenzionato a farla diventare una star, ma riguardo alle circostanze in cui ottenne la parte di Angela Phinlay esistono due versioni diverse.
Mentre John Huston ha affermato nella sua autobiografia di averla scelta immediatamente dopo il primo provino, riconoscendosi il merito di aver individuato per primo il suo talento, secondo quanto riportato negli archivi della Metro-Goldwyn-Mayer l'attrice non avrebbe fatto una buona impressione nonostante due tentativi. Come ha dichiarato il talent director dello studio Lucille Carroll, Hornblow la definì "una bambina nervosa spaventata a morte" e la sua audizione "semplicemente orribile".
Huston aveva già deciso di affidare la parte a Lola Albright ma Lucille Carroll gli disse che quest'ultima, dopo il successo del film Il grande campione, guadagnava 1.500 dollari a settimana mentre il piccolo ruolo di Angela prevedeva un compenso molto inferiore. Nonostante Lucille Carroll e Johnny Hyde fossero convinti che Marilyn potesse avere un'altra occasione, il regista si mostrò irremovibile e andò avanti con i provini (uno dei quali sostenuto da Georgia Holt, la madre di Cher).
Secondo quanto riportato nella biografia dell'attrice scritta da Donald Spoto, alla fine la posizione della Carroll prevalse grazie ad una particolare coincidenza. John Huston, appassionato di cavalli, aveva una squadra di stalloni irlandesi che veniva addestrata presso il ranch della Carroll e si trovava con 18.000 dollari di pagamenti arretrati. Una domenica pomeriggio di settembre, la Carroll e suo marito lo invitarono al ranch e gli comunicarono che se non avesse concesso a Marilyn la possibilità di interpretare il ruolo avrebbero venduto i suoi cavalli e il debito sarebbe stato saldato. Huston accettò i termini, la Monroe ottenne un altro provino e con il supporto di Louis B. Mayer e del capo acconciatore della M.G.M. Sydney Guilaroff riuscì ad ottenere la parte.

### Riprese
Huston avrebbe voluto girare il film a Kansas City o a Minneapolis e sperava nella collaborazione delle polizie locali, che però rifiutarono. Le riprese furono perciò effettuate negli stabilimenti Metro-Goldwyn-Mayer di Culver City a partire dal 21 ottobre 1949, ad eccezione delle sequenze iniziali e finali, girate rispettivamente a Cincinnati in Ohio e a Lexington nel Kentucky.
Durante le riprese, Marilyn Monroe chiese che sul set fosse presente la sua insegnante di recitazione Natasha Lytess. «Fu la prima volta che ebbi prova del suo coraggio», ha detto in seguito quest'ultima, «perché nessun regista accettava volentieri l'idea di un insegnante di recitazione che avrebbe potuto interferire con il suo lavoro. Ma Huston accettò, quindi per la prima volta lavorai esclusivamente con Marilyn». Come ha ricordato il regista, Marilyn lanciò sguardi a Natasha dopo ogni ripresa per cercare la sua approvazione e alla fine della sua prima scena si può notare che l'attrice guarda fuori dalla cinepresa mentre esce dall'inquadratura.
Le riprese terminarono il 21 dicembre 1949 e John Huston si mostrò soddisfatto del film, che riuscì a completare con un budget di appena 1,2 milioni di dollari. «Pensai che fosse un gran bel film con grandi interpretazioni», ha dichiarato, «fu facile da realizzare perché tutti erano così bravi. Tutto era stato messo a punto».

## Distribuzione
L'anteprima si tenne il 23 maggio 1950 al Grauman's Egyptian Theatre di Hollywood e il film fu distribuito nelle sale dal mese di giugno.
Per la distribuzione nel Regno Unito la produzione pensò inizialmente ad una versione doppiata, pratica comune all'epoca per i film che contenevano grandi quantità di slang americano. Fu chiamato come consulente lo scrittore scozzese Gerard Fairlie, che dopo la morte di H. C. McNeile avvenuta nel 1937 aveva continuato a creare le storie di Bulldog Drummond, il quale sconsigliò di effettuare il doppiaggio anche se alcuni termini non sarebbero stati probabilmente compresi. Il film venne quindi distribuito nella versione originale e fu comunque accolto con successo dagli spettatori britannici.
Il 23 agosto dello stesso anno venne proiettato in concorso alla 11ª Mostra del cinema di Venezia.

### Date di uscita
- Stati Uniti d'America (The Asphalt Jungle) – 23 maggio 1950 (anteprima)
- Regno Unito (The Asphalt Jungle) – 8 giugno 1950[27]
- Canada (The Asphalt Jungle) – 15 giugno 1950
- Australia (The Asphalt Jungle) – 22 settembre 1950
- Germania Ovest (Asphalt-Dschungel) – 20 ottobre 1950
- Svezia (I asfaltens djungel) – 13 novembre 1950
- Uruguay (Mientras la ciudad duerme) – 30 novembre 1950
- Francia (Quand la ville dort) – 6 dicembre 1950
- Spagna (La jungla de asfalto) – 18 dicembre 1950

- Italia (Giungla d'asfalto) – 11 gennaio 1951
- Belgio (Wanneer de stad slaapt...) – 9 marzo 1951
- Portogallo (Quando a Cidade Dorme) – 22 marzo 1951
- Danimarca (Asfaltjunglen) – 27 marzo 1951
- Finlandia (Asfalttiviidakko) – 11 maggio 1951
- Argentina (Mientras la ciudad duerme) – 7 febbraio 1952
- Turchia (Elmas Hirsizlari) – 8 ottobre 1952
- Hong Kong (The Asphalt Jungle) – 5 marzo 1953
- Giappone (アスファルト・ジャングル) – 11 marzo 1954

### Home Video
Il film è stato distribuito per la prima volta in VHS nel 1987 dalla MGM/UA Home Video e in DVD nel 2004 dalla Warner Home Video, in un'edizione che conteneva un'intervista a John Huston e il commento dello storico del cinema Drew Casper. Il 13 dicembre 2016 la Criterion Collection ha pubblicato una nuova edizione in DVD e Blu-ray con altri extra, tra cui il documentario del 1983 Leuchtturm des Chaos dedicato a Sterling Hayden, interviste allo scrittore Eddie Muller e al direttore della fotografia John Bailey e un saggio del critico Geoffrey O'Brien.

## Accoglienza

### Incassi
Nonostante il budget ridotto, l'ottima accoglienza della critica e il richiamo esercitato dal nome di John Huston, negli Stati Uniti il film si rivelò un insuccesso al botteghino con un ricavo per la Metro-Goldwyn-Mayer di appena 40.000 dollari.

### Critica
Il sito Rotten Tomatoes riporta il 97% di recensioni professionali con giudizio positivo e il seguente consenso critico: «Giungla d'asfalto è una crime story sapientemente raccontata con l'attenzione rivolta in egual misura al crimine e ai personaggi».
Alla sua uscita il film ricevette ottime recensioni, anche se alcune testate lo criticarono per il suo "atteggiamento liberale" nei confronti dei bassifondi. Un esempio fu il settimanale The New Yorker secondo cui «alla fine si è tentati di rammaricarsi che il crimine non paghi, perché i malfattori sono raffigurati in modo così comprensivo». Uno dei detrattori fu addirittura Louis B. Mayer, il capo della M.G.M. che confidò al responsabile della produzione Dore Schary: «Quel Giungla d'asfalto è pieno di brutte persone cattive che fanno cose malvagie. Non attraverserei la strada per andare a vedere una cosa del genere».
W. R. Burnett giudicò l'adattamento del suo romanzo «senza dubbio uno dei migliori film del suo genere» e Huston «esperto nel trasporre una proprietà sullo schermo, nel drammatizzarne l'essenza... È rimasto vicino ai personaggi, all'azione e all'atmosfera». Le uniche riserve dello scrittore riguardarono la morte di Dix Handley, «il violento rapinatore del Sud che, mezzo morto, insegue i cavalli su un prato» e soprattutto il fatto che la M.G.M. «non aveva esperienza nel promuovere un film del genere e fece un pasticcio... Avrebbe dovuto essere un blockbuster».
Sul New York Times il critico Bosley Crowther elogiò in particolare la prova degli attori («tutti offrono un'interpretazione ineguagliabile») e il film suscitò anche l'interesse nei confronti di una Marilyn Monroe ancora sconosciuta. Harold Heffernan scrisse su The Dallas Morning News che «l'apparizione mozzafiato di Marilyn ha attirato immediatamente la curiosità e l'immaginazione del fandom» e paragonò il suo impatto a quello che aveva avuto tre anni prima Shelley Winters in Doppia vita di George Cukor.
Il giornalista Bob Thomas della Associated Press lo definì «uno dei migliori studi cinematografici sul crimine» al pari di Il mistero del falco e I gangsters e «un film emozionante che evita tutte le insidie della maggior parte dei film polizieschi». Il settimanale Cue scrisse che «raramente i melodrammi polizieschi si avvicinano alla perfezione per quanto riguarda la scrittura, la regia e le interpretazioni come Giungla d'asfalto» mentre secondo la recensione della rivista Variety «il realismo ironico è perseguito e realizzato nella scrittura, nella produzione e nella regia... La rapina è ricca di suspense, così come la successiva caccia da parte della polizia e la graduale disintegrazione della banda».
Dopo la proiezione alla Mostra di Venezia, dove Sam Jaffe fu premiato come miglior attore,   il presidente di giuria Mario Gromo scrisse su La Stampa che Giungla d'asfalto «ci da un saggio di regia matura, compiuta, sapiente... Il film diventa... nelle sue parecchie parti riuscite, un film di gangsters composto con una cauta abilità talvolta eccezionale».

## Riconoscimenti
- 1951 – Premio Oscar

Candidatura per il miglior regista a John Huston
Candidatura per il miglior attore non protagonista a Sam Jaffe
Candidatura per la migliore sceneggiatura a Ben Maddow e John Huston
Candidatura per la migliore fotografia a Harold Rosson
- 1951 – Golden Globe

Candidatura per il miglior regista a John Huston
Candidatura per la migliore sceneggiatura a Ben Maddow e John Huston
Candidatura per il migliore fotografia a Harold Rosson
- 1950 – Mostra internazionale d'arte cinematografica di Venezia

Coppa Volpi al miglior attore a Sam Jaffe
Candidatura al Leone d'oro a John Huston
- 1950 – National Board of Review of Motion Pictures Awards

Miglior regista a John Huston
Top Ten Films
- 1951 – British Academy Film Awards

Candidatura per il miglior film internazionale
- 1951 – Directors Guild of America Award

Candidatura per il miglior regista cinematografico a John Huston
- 1950 – New York Film Critics Circle Awards

Candidatura per il miglior film
Candidatura per il miglior regista a John Huston
- 1951 – Writers Guild of America Award

Candidatura per la migliore sceneggiatura riguardante la scena americana a Ben Maddow e John Huston
Candidatura per la migliore sceneggiatura drammatica a Ben Maddow e John Huston
- 1951 – Edgar Award

Miglior film a Ben Maddow

## Colonna sonora
Le musiche del film furono affidate al compositore ungherese Miklós Rózsa, già vincitore per due volte del premio Oscar, che nel febbraio 1950 registrò negli studi della Metro-Goldwyn-Mayer gli unici due brani originali. Il primo, che accompagna i titoli di testa e l'inseguimento di Dix da parte della polizia, presenta una melodia esotica e ritmi percussivi minacciosi, anche se l'approccio di Rózsa fu inizialmente diverso. «Scrissi il preludio e chiesi a Huston di ascoltarlo ma non gli piacque», ha scritto nella sua autobiografia intitolata Double Life, «disse che faceva ciò che innumerevoli preludi avevano già fatto, ovvero dire al pubblico che quello che stavano per vedere era supercolossale, straordinario, fantastico, il più grande film di tutti i tempi... Quello che voleva era un'apertura carica di tensione ma tranquilla, ed è quello che ora si trova nel film». Il secondo, intitolato Dix's Demise, segue la fuga finale e la tragica morte di Dix e prosegue sui titoli di coda. Un adattamento dello stesso brano è stato in seguito utilizzato in Disperata ricerca di Joseph H. Lewis (1952) e Prendeteli vivi o morti di Fred M. Wilcox (1953).
Il resto del film è praticamente privo di colonna sonora, se si escludono tre pezzi jazz provenienti dalla radio nella scena in cui Dix entra nel locale di Gus per nascondere la pistola (Hamburger Joint, composto da Alexander Hyde) e dal jukebox nella sequenza finale, prima dell'arresto di Riedenschneider (Don't Leave Your Guns e What About the Dame, entrambi di André Previn).
Il 12 gennaio 2010 tutti i brani sono stati inclusi nel box set di 15 CD intitolato Treasury (1949-1968), distribuito in edizione limitata con la rivista Film Score Monthly.

## La controversia sulla versione colorizzata
Il 26 settembre 1986 la Turner Entertainment Company acquisì i diritti di Giungla d'asfalto e due anni dopo stipulò un contratto con il canale televisivo francese La Cinq per la messa in onda di una versione colorizzata, che la rete effettuò il 26 giugno 1988. Un anno dopo, Ben Maddow e gli eredi di John Huston intentarono una causa contro la società statunitense per aver violato i loro diritti morali sul film e il 23 novembre la possibilità di nuove messe in onda fu sospesa per ordine del tribunale. Il 6 luglio 1989 la Cour d'appel de Paris invertì la sentenza, applicando la legge americana secondo cui l'unico detentore dei diritti sul film era il produttore, ma dopo che gli Stati Uniti ebbero aderito alla Convenzione di Berna, Maddows e gli eredi di Huston rivendicarono la "paternità" del film sulla base dell'articolo secondo cui questa doveva essere decisa nel Paese in cui era stata richiesta la protezione. Secondo la legge francese, regista e sceneggiatore avevano infatti il diritto morale inalienabile e imprescindibile sul film in quanto considerati coautori. Il 28 maggio 1991 la Corte di cassazione francese pose fine alla questione a favore di questi ultimi, affermando categoricamente che nessun "attacco" poteva essere fatto all'integrità di un'opera letteraria o artistica, e rinviò la sentenza alla Cour d'appel de Versailles che nel dicembre 1995 confermò la decisione.